# Monôme étudiant
Pour les articles homonymes, voir Monôme.

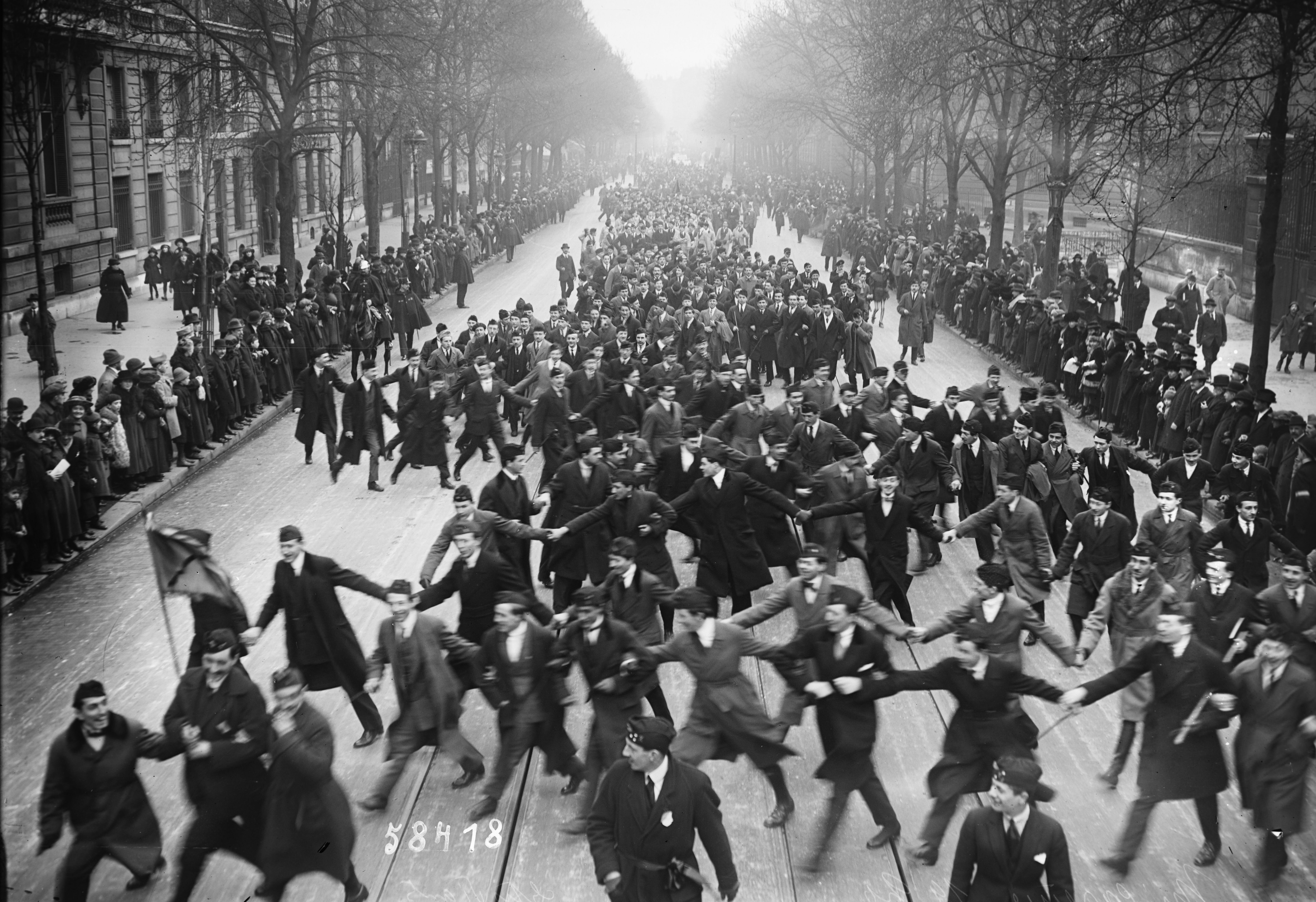
Des étudiants parisiens forment le monôme sur le boulevard Saint-Michel à l'occasion de leur fête le jeudi de la Mi-Carême 11 mars 1920.

Le monôme est une manifestation étudiante française qui peut être aussi bien festive que démonstrative en fonction des établissements et des occasions. 
Il est généralement admis que le monôme apparaît à la fin XIXe siècle. Il revêt initialement la forme d'une procession en file indienne, les participants se tenant par la main ou la main sur l'épaule, rythmée par des chants. La revue La Jaune et la rouge de l'école polytechnique fait remonter la tradition à 1836. Le monôme se déroulait alors dans  l’enceinte de l'école :

« Au cours du grand monôme dont Pinet fait remonter l'origine à 1836, la promotion rangée en file indienne derrière son major, parcourait la cour au milieu d'une foule d'anciens qui la harcelait, la bousculait et la bombardait de redoutables bombes d'eau. Le grand monôme était suivi de l'exercice qui n'avait que de lointains rapports avec l'instruction militaire. Il s'agissait en fait d'un parcours du combattant aménagé avec toutes sortes d'obstacles improvisés. Et gare au conscrit qui cherchait à tirer au flanc .. Ce ne sont pas des SAS ou des SAR qui s'abattaient sur lui, mais bien la terrible main de la komiss, et il était promis aux mystérieuses tortures  du cryptage. »

Traditionnellement, le cortège serpente afin d'occuper le maximum de place possible, comme on le voit décrit le 23 janvier 1910, à la fin d'une fête internationale étudiante à Paris au quartier latin : « On chanta, et le monôme, en casquettes blanches, mauves et vertes, en bérets galonnés de rouge, de violet et de bleu, serpenta vers Bullier ».
Le monôme fait partie des types d'action que prévoit la charte de Grenoble de 1946, pour que les étudiants puissent revendiquer leurs droits. On y trouve parmi d'autres actions : les Monômes spectaculaires, Monômes revendicateurs, et Monômes dévastateurs. 
Un des plus importants monômes était le monôme du bac auquel participaient à Paris la masse des candidats qui venaient de finir de se présenter à l'examen du baccalauréat. Il pouvait rassembler jusqu'à 15 000 participants. Il disparut, interdit par la Préfecture de police, en 1967.

## Étymologie

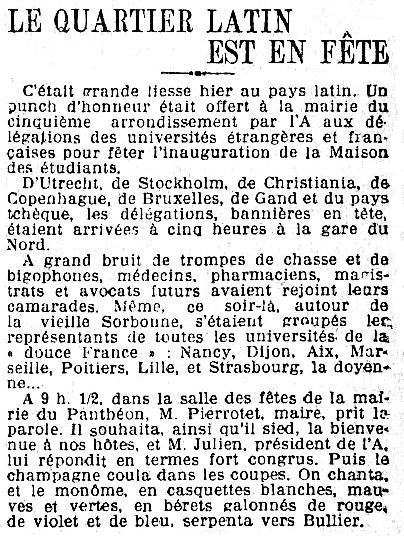
Une fête internationale étudiante au quartier latin à Paris le 22 janvier 1910 qui s'achève en monôme.

Selon CNRTL, monôme vient du calembour « un seul homme » . En effet, dans les premiers monômes les étudiants défilent en file indienne comme « un seul homme », à cause des lois qui interdisent les rassemblements de plus d'une personne.

## Description d'un monôme en 1889

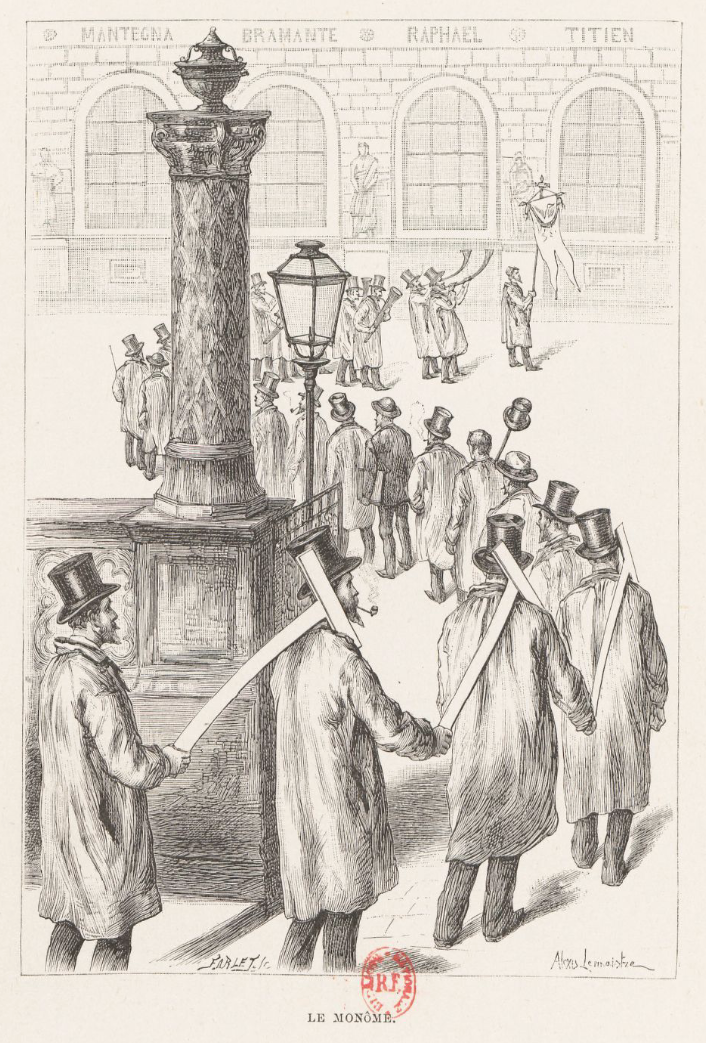
1889 : monôme des étudiants en architecture des Beaux-Arts sortant de loges, dans la Cour d'Honneur de l'École.

Alexis Lemaistre décrit le monôme des étudiants en architecture des Beaux-Arts de Paris en 1889 :
« Les premiers sortis attendent les autres dans la grande cour ; quand tous les logistes sont réunis, ils allument leurs bougies, les fixent avec une goutte de cire chaude au bout de leurs cannes, et forment un monôme qui se déroule, à l'ombre des grands murs, autour du Portique de Gaillon, comme une farandole organisée par des vers luisants.

Puis le cortège franchit la grille (de sortie de l'École des beaux-arts), incline ses lumières devant les bustes du Poussin et du Puget, et se dirige du côté du quartier latin.
Il ne suit jamais que l'un ou l'autre de ces deux itinéraires consacrés par la tradition :
La petite rue des Beaux-Arts, dont la grille fait face à l'École, la rue de Seine, la rue de Buci, la rue de l'Ancienne-Comédie, puis le boulevard Saint-Germain, que la nouvelle École de médecine, regardée de travers par de vieilles échoppes, fait très solennel et un peu froid ; ou bien la rue Bonaparte, le quai Conti, plein de marchands d'estampes, le quai Voltaire, où le monôme salue la statue en bronze de Voltaire et la statue en marbre de la République, sans honorer d'un salut l'antique Académie, puis le quai des Grands-Augustins, au bout duquel Notre-Dame dresse ses deux tours et sa flèche aiguë, qu'entoure un essaim d'étoiles, puis la place Saint-Michel, où le tableau de Raphaël, mal copié en bronze, et aggravé d'un bassin, constitue un beau dessus de pendule.
Que le monôme suive le boulevard Saint-Germain ou les quais, le but est toujours le boulevard Saint-Michel.
Une fois là, il entre dans un bureau de tabac prendre, payer et allumer une centaine de cigares, il pénètre dans les cafés et brasseries, stupéfiant les consommateurs sérieux, deux fois plus bruyant quand il trouve attablés chez Vachette, à la Source ou au d'Harcourt, des élèves de l'École sirotant des bocks ou des mazagrans. Et ce sont des plaisanteries à n'en plus finir, des demandes de consommations invraisemblables, dont le nom seul fait sursauter les garçons.
Parfois, ce serpent humain aux anneaux lumineux a des difficultés avec la police. Des sergents de ville grincheux, ou seulement tatillons, n'osant pas rompre la file indienne, jouent de ruse ; ils poussent le monôme sur le trottoir de droite, au risque d'interrompre pendant cinq minutes la circulation des tramways ; une fois du côté du lycée Louis-le-Grand, le monôme remonte vers la grille du Luxembourg, puis il tourne et descend la rue de Médicis ; le voilà dans la zone plus tranquille de l'Odéon et du Sénat, dans la morne rue de Tournon ou dans la rue de Vaugirard, non moins morne : c'est là que l'attendaient les sergents de ville astucieux ; sûrs de ne pas provoquer de scandale dans ces quartiers province, ils dispersent le monôme ; et, si le monôme, fort d'un droit consacré par l'usage, essaie de résister, ils arrêtent les meneurs et les conduisent au poste de police de la place Saint-Sulpice.
Le reste du monôme suit ses chefs à distance ; quand les portes se rouvrent, et que les rebelles sont rendus à leurs camarades, après admonestation du commissaire et rappel au respect des lois qui interdisent les rassemblements de plus d'une personne, des cris de joie éclatent, et des ovations, qui font tourner la tête à tous les cochers de la station de fiacres, et qui provoquent sur l'impériale des omnibus, d'un voyageur à l'autre, des questions et des réponses comme celles-ci :
— Savez-vous ce qui se passe, Monsieur ?
— Non Monsieur.
— Ah !... Je vous remercie, Monsieur.

— De rien, Monsieur. »

## Le monôme aujourd’hui

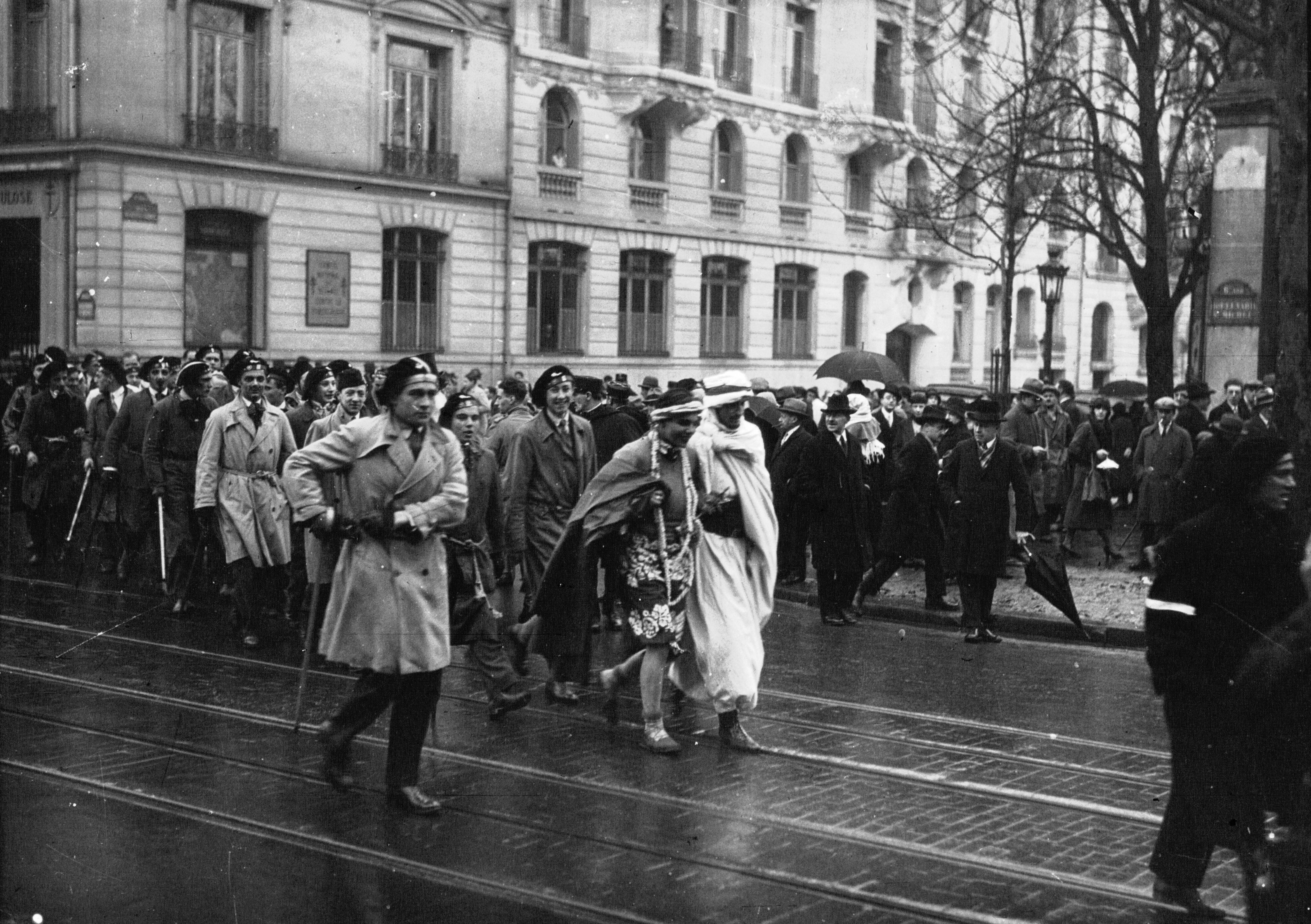
Le monôme des étudiants parisiens, le Mardi Gras 17 février 1931.

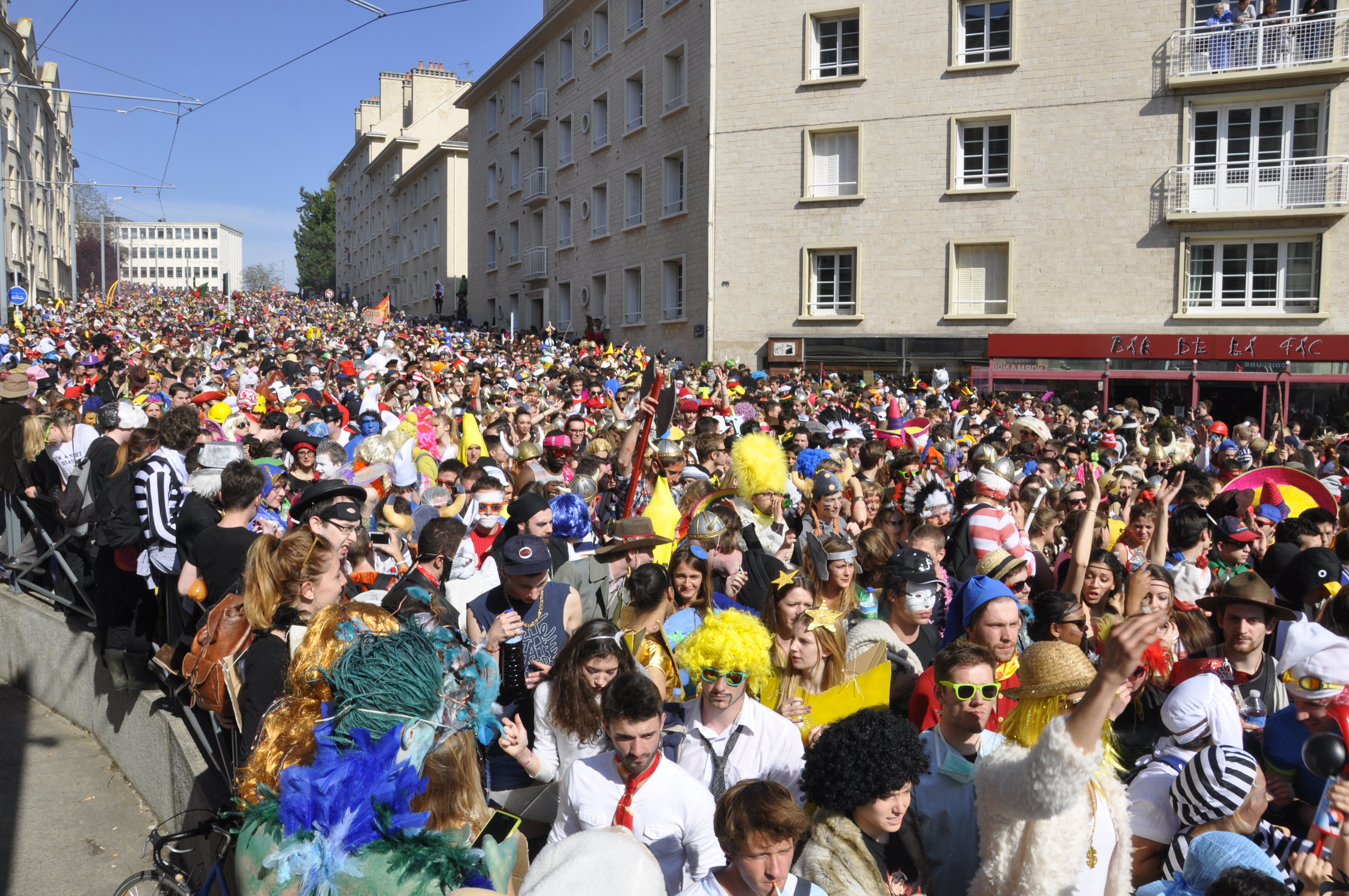
Le carnaval étudiant de Caen en 2014.

Les membres de la tradition festive étudiante de la Faluche organisent un monôme chaque année lors de l’anniversaire de la création de la Faluche. Il a lieu dans la ville universitaire où les membres de la Faluche accueillent cet évènement.
Le monôme est toujours vivant chez les étudiants de l’école nationale supérieure d’Arts et Métiers. Parfois festif et joyeux, parfois solennel et rigoureux, il y est un symbole fort d’union et de cohésion de tous les Gadzarts. 
Il en est de même avec l'école nationale d'ingénieurs de Tarbes et l'école nationale d'ingénieurs de Saint-Étienne qui organisent un monôme chaque année dans leurs villes respectives. Celui-ci permet de récolter des fonds pour une association caritative.
Des établissements scolaires de l’enseignement secondaire pratiquent le monôme comme une fête, où les œufs et la farine sont de mise, notamment au lycée Paul-Valéry de Sète, à Saint-Ambroise à Chambéry et les lycées de Vitrolles (13).
Au lycée Marie-Madelaine Fourcade, à Gardanne (13), les élèves sont déguisés et l'après-midi est banalisé. Ce monôme a généralement lieu le dernier vendredi avant les vacances de Pâques.
Le lycée Jean-Baptiste-Dumas d’Alès (deuxième plus grand lycée de France[réf. nécessaire]) est une place forte de la tradition des monômes : ils y réunissent des centaines de participants qui font le tour des collèges et lycées de la ville armés d'oeufs et de farine.
Au lycée Descartes et au Lycée Vaucanson de Tours, le monôme est une manifestation déguisée dans les rues de la ville, organisée en septembre par chaque classe préparatoire, dans le but de récolter auprès des passants de l’argent pour l’association de la prépa. Les anciens défilent en blouse et en calot et les bizuths en déguisement. En prépa véto et PT/PT*, les anciens choisissent le déguisement des bizuths en fonction de leur nom de famille, selon des jeux de mots souvent fantaisistes (ex : « Auclerc » donne « Au clair de la lune », ce qui donne un déguisement de Pierrot, « Falaise » donne un déguisement d'escaladeur ou « Fourré », un buisson). 
Au lycée français de Madrid, il reste une tradition. Sa date est connue dès la moitié du troisième trimestre. La plupart du temps il se déroule un mois jour pour jour avant la première épreuve du baccalauréat. À Madrid, ce monôme donne motif à polémique, étant donné qu’il comprend, entre autres, une bataille avec des produits tels que : œufs, farine, ketchup, moutarde, mousse à raser... Et comme il se déroule à l’extérieur du lycée, le nettoyage relève de la responsabilité de la municipalité de Madrid. La bataille est suivi d’un tour des classes des élèves de terminale, qui distribuent des bonbons et dessinent sur le visage des enfants avec des craies de couleurs. Un barbecue rassemblant professeurs et élèves dans l’enceinte du lycée, où tous les élèves sont déguisés selon un thème choisi, est ensuite célébré. En 2014, le nouveau commissaire de police du district d'Hortaleza a décidé d’interdire cette tradition. Cependant la fête costumée à l'intérieur de l'établissement est toujours permise. 
À Caen, la tradition des monômes est liée à la présence de l'université de Caen Basse-Normandie. Disparue en 1963, elle a repris en 1996 sous la forme d'un carnaval étudiant. En 2014, le carnaval a regroupé 23 000 étudiants. L'abus d'alcool qu’occasionne cet évènement festif fait régulièrement l'objet d'une polémique.